# Codsall
Codsall (/kodzɔːl/) est un village du Staffordshire, dans la région des Midlands de l'Ouest, en Angleterre. Il est situé au nord-ouest de Wolverhampton.

## Personnalités liées à la ville
- William Regal (1968-), manager de catch, employé à la WWE.